# Fairy Tail: 100 Years Quest
Autre
Fairy Tail: 100 Years Quest (フェアリーテイル１００年クエスト, Fearī teiru: Hyaku-nen kuesuto, littéralement « Fairy Tail : La Quête de 100 ans ») est un shōnen manga écrit par l'auteur Hiro Mashima et dessiné par Atsuo Ueda, d'après le manga Fairy Tail de Hiro Mashima. Il est prépublié dans le Magazine Pocket de l’éditeur Kōdansha depuis le 25 juillet 2018. Cette série est une suite directe du manga Fairy Tail.
Une adaptation en anime, produite par J. C. Staff, est diffusée entre le 7 juillet 2024 et le 5 janvier 2025 et simultanément sur Animation Digital Network dans les pays francophones.

## Histoire
Après avoir surmonté la menace du dragon Acnologia et du mage noir Zeleph, Fairy Tail est devenue plus forte et plus énergique que jamais. Fairy Tail se sont donc lancés dans une quête, que nul n'avait accompli auparavant : la quête de cent ans ! Même Gildarts, le mage le plus puissant de la guilde, a échoué. Mais Natsu en est sûr : il réussira, car il n'y va pas seul, mais avec ses compagnons. La bande accepte donc la mission donnée par le maître de la toute première guilde de Fiore.
l'Histoire : arrêter les 5 Dragons Divins. Mais cela ne sera pas facile car, outre la surpuissance de ces dragons, les héros devront affronter la mage blanche Touka, ainsi qu'une guilde de chasseurs de dragons !

## Manga
Le manga Fairy Tail: 100 Years Quest, initialement intitulé Fairy Tail Zokuken, est écrit par Hiro Mashima et dessiné par Atsuo Ueda, tout en restant sous la surveillance de l'auteur. Il est prépublié depuis le 25 juillet 2018 dans le Magazine Pocket. La série est une suite directe au manga Fairy Tail.

### Découpage des chapitres
Voici l’organisation chronologique par arcs narratifs :
1. Arc La Quête de 100 ans - Le Dragon Divin de l'Eau (chapitres 1 à 24)
2. Arc La Quête de 100 ans - Le Dragon Divin du Bois (chapitres 25 à 63)
3. Arc La Quête de 100 ans - Le Dragon Divin de la Lune (chapitres 64 à 90)
4. Arc La Quête de 100 ans - Le Dragon Divin de la Terre (chapitres 91 à 119)
5. Arc La Quête de 100 ans - Le Dragon Divin de l'Or (chapitres 120 à 153)
6. Arc La Quête de 100 ans - Le Dragon Divin du Feu (chapitres 154 à ...)

### Liste des chapitres

#### Volumes 1 à 10
| no | Japonais        | Japonais          | Français          | Français          |
| no | Date de sortie  | ISBN              | Date de sortie    | ISBN              |
| --- | --------------- | ----------------- | ----------------- | ----------------- |
| 1 | 9 novembre 2018 | 978-4-06-513398-9 | 13 mars 2019      | 978-2-8116-4746-9 |
| Liste des chapitres : - chap. 1 : La première guilde et la plus forte des guildes (最初”のギルドと“最強”のギルド, Saisho no Girudo to Saikyō no Girudo) - chap. 2 : La généalogie des dragons disparus (滅竜の系譜, Metsuryū no Keifu) - chap. 3 : Le dernier espoir (最後の希望, Saigo no Kibō) - chap. 4 : Amazing Ermina (アメイジング・エルミナ, Ameijingu Erumina) - chap. 5 : Arrêter les Cinq Dragons Divins (五神竜を“封”じろ, Goshinryū o "Fū"jiro) - chap. 6 : Le sabre destructeur (滅する刃, Messuru Yaiba) - chap. 7 : Mer de dragons (竜の海, Ryū no Umi) - chap. 8 : La mélancolie du Dragon Divin (神竜の憂鬱, Shinryū no Yūutsu) - chap. 9 : Noir ou blanc (黒か白か, Kuro ka Shiro ka)        |                 |                   |                   |                   |
| 2 | 8 mars 2019     | 978-4-06-514119-9 | 19 juin 2019      | 978-2-8116-4883-1 |
| Liste des chapitres : - chap. 10 : Diabolos, coupeur de cœur (斬心の悪魔ディアボロス, Zanshin no Diaborosu) - chap. 11 : Lame, armure, cendre (刃､ 鎧､ 灰, Yaiba, Yoroi, Hai) - chap. 12 : Étoile et tonnerre (星と雷, Hoshi to Ikazuchi) - chap. 13 : Croisements des eaux (水の巡り合わせ, Mizu no Meguriawase) - chap. 14 : Pluie et ombre (雨と陰, Ame to Kage) - chap. 15 : Teinté de blanc (白く染まる, Shiroku Somaru) - chap. 16 : Cendre et nuages noirs (灰と暗雲, Hai to An'un) - chap. 17 : Le Dragon Divin Suijin (水神竜, Suijinryū) - chap. 18 : Une décision très difficile (苦渋の決断, Kujū no Ketsudan) - Manga bonus : Lucy 100 soucis (おなやみルーシィ, Onayami Rūshii)                   |                 |                   |                   |                   |
| 3 | 9 juillet 2019  | 978-4-06-515724-4 | 18 septembre 2019 | 978-2-8116-5096-4 |
| Liste des chapitres : - chap. 19 : Du fond du gouffre (深淵より, Shin'en Yori) - chap. 20 : La généalogie des flammes (炎の系譜, Honoo no Keifu) - chap. 21 : Tout brûler (全てを燃やす, Subete wo Moyasu) - chap. 22 : Tous ensemble, sinon (みんながいなきゃ, Minna ga Inakya) - chap. 23 : La ville portuaire de la fête (祝福の港町, Shukufuku no Minatomachi) - chap. 24 : Finalement, tout va bien (結果オーライ, Kekka Ōrai) - chap. 25 : Fairy Nail () - chap. 26 : À Rainhill (レインヒルにて, Rein Hiru ni te) - chap. 27 : Aldron Mokushin (木神龍アルドロン, Mokujinryū Arudoron) - Manga bonus : Susceptible Erza (もやもやエルザ, Moyamoya Eruza)                                                 |                 |                   |                   |                   |
| 4 | 8 novembre 2019 | 978-4-06-517305-3 | 29 janvier 2020   | 978-2-8116-5231-9 |
| Liste des chapitres : - chap. 28 : La domination Blanche (白の支配, Shiro no Shihai) - chap. 29 : White Out (白滅, Howaitoauto) - chap. 30 : Baston générale (ケンカ祭り, Kenka Matsuri) - chap. 31 : La confrontation des fées (対峙する妖精たち, Taiji suru Yōsei-tachi) - chap. 32 : Robe Stellaire Mix (星霊衣合成, Sutā Doresu Mikkusu) - chap. 33 : Douleur (痛み, Itami) - chap. 34 : De noueaux tueurs (新たなる刺客たち, Arata naru Shikaku-tachi) - chap. 35 : Reis, Dragon Fantôme (霊龍のレイス, Reiryū no Reisu) - chap. 36 : Batailles à Drashir (混戦のドラシール, Konsen no Dorashīru) - Manga bonus : Gajil sur les rotules (ボロボロガジル, Boroboro Gajiru)                                  |                 |                   |                   |                   |
| 5 | 9 mars 2020     | 978-4-06-518450-9 | 10 juin 2020      | 978-2-8116-5560-0 |
| Liste des chapitres : - chap. 37 : Paradis Bêta (β天国, Bēta Hevun) - chap. 38 : Taux de synchro (シンクロ率, Shinkuro Ritsu) - chap. 39 : Dracocon, petit dragon en cocon (クークーザドラゴンコクーン, Kūkū za doragon kokūn) - chap. 40 : Plus fort que les liens du sang (血より強い, Shi yori tsuyoi) - chap. 41 : Le va-tout de la riposte (反撃の資産, Hangeki no shisan) - chap. 42 : Si c'est pour la guilde (ギルド向けの場合, Girudo-muke no baai) - chap. 43 : Petite erreur (誤解, Gokai) - chap. 44 : Combat rouge vif (紫の戦い, Murasaki no tatakai) - chap. 45 : Final en rouge vif (結論赤, Ketsuron aka) - Manga bonus : Wendy tremble comme une feuille (ぷるぷるウェンディ, Purupuru Wendi) |                 |                   |                   |                   |
| 6 | 9 juin 2020     | 978-4-06-519429-4 | 16 septembre 2020 | 978-2-8116-5833-5 |
| Liste des chapitres : - chap. 46 : Volonté Blanche (白の意志, Shiro no Ishi) - chap. 47 : Dragon collant cruel (暴虐の粘竜, Bōgyaku no Nenryū) - chap. 48 : Pouvoir du dragon 5e génération (第五世代ドラゴンフォース, Dai-go Sedai Doragon Fōsu) - chap. 49 : La dernière joyau (最後のオーブ, Saigo no Ōbu) - chap. 50 : Le secret de Mokushin (木神竜の秘密, Mokushinryū no Himitsu) - chap. 51 : Le continent qui gronde (轟く大地, Todoroku Daichi) - chap. 52 : Les arbres télépathes (読心の木々, Dokushin no Kigi) - chap. 53 : Précieuse malédiction (尊き呪い, Tōtoki Noroi) - chap. 54 : Godseed (ゴッドシード, Goddo Shīdo)                                                                         |                 |                   |                   |                   |
| 7 | 9 octobre 2020  | 978-4-06-521026-0 | 9 décembre 2020   | 978-2-8116-5936-3 |
| Liste des chapitres : - chap. 55 : Destin funeste (死の運命, Shi no Unmei) - chap. 56 : Des amis sur qui compter (頼れる仲間たち, Tayoreru Nakama-tachi) - chap. 57 : La force de vivre (生きる力, Ikiru Chikara) - chap. 58 : L'eau et la glace (氷と水, Kōri to Mizu) - chap. 59 : Les engrenages du destin (運命の歯車, Unmei no Haguruma) - chap. 60 : Géant (巨大化, Kyodaika) - chap. 61 : Forêts de sabres (剣戟森森, Kengeki Shinshin) - chap. 62 : Volonté brûlante (燃ゆる意志, Moyuru Ishi) - chap. 63 : Le festin de Dramir (ドラミールの宴, Doramīru no Utage) - Manga bonus : La balade de Brandish (うろうろブランディッシュ, Urouro Burandisshu)                                                |                 |                   |                   |                   |
| 8 | 9 février 2021  | 978-4-06-522350-5 | 21 avril 2021     | 978-2-8116-6282-0 |
| Liste des chapitres : - chap. 64 : Le bain d'Aldo (亜留土乃湯, Arudo no Yu) - chap. 65 : Elenthia (エレンティア, Erentia) - chap. 66 : À Edolas (エドラスにて, Edorasu ni te) - chap. 67 : Aqua Aela (アクアエーラ, Akua Ēra) - chap. 68 : Le Dragon Divin Serenne Gesshin (月神竜セレーネ, Gesshinryū Serēne) - chap. 69 : La main (手, Te) - chap. 70 : Spiria (スピリア, Supiria) - chap. 71 : Spiritisme (霊術, Reijutsu) - chap. 72 : Les belles déesses sous la lune (月下美神, Gekka Bishin) - Manga bonus : Faris sur les rotules (へとへとファリス, Hetoheto Farisu) |                 |                   |                   |                   |
| 9 | 9 juillet 2021  | 978-4-06-524017-5 | 29 septembre 2021 | 978-2-8116-6463-3 |
| Liste des chapitres : - chap. 73 : Festin sous la lune (月夜の宴, Tsukiyo no Utage) - chap. 74 : Nure-Onna (妖怪“濡れ女”, Yōkai "Nure Onna") - chap. 75 : La mémoire de l'eau (水の記憶, Mizu no Kioku) - chap. 76 : Les deux tigres (双虎の陣, Sōko no Jin) - chap. 77 : Le village de Hakumetsu (白滅の里, Hakumetsu no Sato) - chap. 78 : Hyakki Yakô (百鬼夜行, Hyakki Yakō) - chap. 79 : Gehô Ômagatoki (外法･逢魔時, Gehō Ōmagatoki) - chap. 80 : Suzaku (スザク, Suzaku) - chap. 81 : Sabre sacré (剣聖, Kensei) - Manga bonus : Jubia, pot de colle ! (べたべたジュビア, Betabeta Jubia) |                 |                   |                   |                   |
| 10 | 9 novembre 2021 | 978-4-06-525984-9 | 16 mars 2022      | 978-2-8116-6642-2 |
| Liste des chapitres : - chap. 82 : La revanche (リベンジマッチ, Ribenji Matchi) - chap. 83 : Mimi l'inébranlable (不動のミミ, Fudō no Mimi) - chap. 84 : Illusion de glace (氷の夢幻, Kōri no Mugen) - chap. 85 : Le géant de glace (氷の巨人, Kōri no Kyojin) - chap. 86 : Le gouffre (深淵, Shin'en) - chap. 87 : Un monde hideux (醜い世界, Minikuki Sekai) - chap. 88 : Alta Face (アルタ・フェイス, Aruta Feisu) - chap. 89 : Quand la nuit tombe sur Elenthia (エレンティアの宵, Erentia no Yoi) - chap. 90 : De retour (帰還, Kikan) |                 |                   |                   |                   |

#### Volumes 11 à 20
| no | Japonais        | Japonais                                                                  | Français          | Français          |
| no | Date de sortie  | ISBN                                                                      | Date de sortie    | ISBN              |
| --- | --------------- | ------------------------------------------------------------------------- | ----------------- | ----------------- |
| 11 | 9 mars 2022     | 978-4-06-527265-7                                                         | 17 août 2022      | 978-2-8116-7134-1 |
| Liste des chapitres : - chap. 91 : Mon monde (私の世界, Watashi no Sekai) - chap. 92 : Le grand labyrinthe (大迷宮, Daimeikyū) - chap. 93 : Le 6e Dragon Divin (5つの神の6番目のドラゴン, Itsutsu no Kami no 6-banme no Doragon) - chap. 94 : Battle dungeon (バトルダンジョン, Batoru Danjon) - chap. 95 : Peluches dolls (プラッシュドール, Purasshu Dōru) - chap. 96 : Foudre et air (雷と大気, Ikazuchi to Taiki) - chap. 97 : Haku, le tigre-dragon blanc (白虎竜のハク, Byakkoryū no Haku) - chap. 98 : Enchantement (付加魔法エンチャント, Enchanto) - chap. 99 : Colère écarlate (緋色の怒り, Hiiro no Ikari) - Page bonus : Sujet Tabou (触れてはならぬ, Furete wa Naranu) |                 |                                                                           |                   |                   |
| 12 | 8 juillet 2022  | 978-4-06-528381-3                                                         | 7 décembre 2022   | 978-2-8116-7375-8 |
| Liste des chapitres : - chap. 100 : Un invité indésiré (招かざる客, Manekazaru Kyaku) - chap. 101 : La quintessence des flammes (炎の神髄, Honō no Shinzui) - chap. 102 : Combat de femme à femme (女と女の戦い, Onna to Onna no Tatakai) - chap. 103 : Souvenir de nos compagnons (仲間の記憶, Nakama no Kioku) - chap. 104 : Blue Dimension (青き次元, Burū Dimenshon) - chap. 105 : Écarlate (緋色, Hiiro) - chap. 106 : Flammes et lune (炎と月, Honō to Tsuki) - chap. 107 : Le choc des deux dragons (双竜激突, Sōryū Gekitotsu) - chap. 108 : Le réveil de la Terre (大地の目覚め, Daichi no Mezame) - Page bonus : Les « Fire's » déjà au bord de la rupture ! (ファイアーズ、既に解散の危機, Faiāzu sudeni Kaisan no Kiki) |                 |                                                                           |                   |                   |
| 13 | 9 novembre 2022 | 978-4-06-529716-2                                                         | 19 avril 2023     | 978-2-8116-7938-5 |
| Liste des chapitres : - chap. 109 : L'âme du roi (王の魂, Ō no Tamashī) - chap. 110 : La voix maudite (呪怨の声, Juon no Koe) - chap. 111 : Le cri de la Terre (大地の叫び, Daichi no Sakebi) - chap. 112 : Un souhait discret (静かな願い, Shizukana Negai) - chap. 113 : La guilde des alchimistes (錬金術士ギルド, Renkinjutsushi Girudo) - chap. 114 : Les liens de la guilde (ギルドの繋がり, Girudo no Tsunagari) - chap. 115 : L'homme que les Dragons Divins aimaient (竜の神に愛された男, Ryū no Kami ni Aisareta Otoko) - chap. 116 : 'Revanche d'acier (鉄のリベンジ, Tetsu no Ribenji) - chap. 117 : Lames de flammes (炎の刃, Honō no Yaiba) - Pages bonus : Jubia en plein rêve () |                 |                                                                           |                   |                   |
| 14 | 7 avril 2023    | 978-4-06-531285-8                                                         | 23 août 2023      | 978-2-8116-8340-5 |
| Liste des chapitres : - chap. 118 : L'effondrement du labyrinthe (崩壊する迷宮, Hōkai suru Meikyū) - chap. 119 : Mis à nu (裸の付き合い, Hadaka no Tsukiai) - chap. 120 : L'histoire de la guilde (ギルドの歴史, Girudo no Rekishi) - chap. 121 : Deux souhaits (二人の願い, Futari no Negai) - chap. 122 : Excuses (謝罪, Shazai) - chap. 123 : Nous revoilà (ただいま, Tadaima) - chap. 124 : Duel en cinq manches (五本勝負, Gohon Shōbu) - chap. 125 : La grande bibliothèque de Saber (セイバー大書院, Seibā Ōjoin) - chap. 126 : La ville de Firan (フィランの街, Firan no Machi) - Page bonus : Chapitre 119.5 |                 |                                                                           |                   |                   |
| 15 | 8 août 2023     | 978-4-06-532600-8                                                         | 6 décembre 2023   | 978-2-8116-8479-2 |
| Liste des chapitres : - chap. 127 : Les règles de la guilde de la mine (炭鉱夫ギルドの掟, Tankōfu Girudo no Okite) - chap. 128 : Le tigre allié (共闘の虎, Kyōtō no Tora) - chap. 129 : Gennai et Kôtetsu (ゲンナイとコウテツ, Gennai to Kōtetsu) - chap. 130 : Fumée d'alchimie (錬金の煙, Renkin no Kemuri) - chap. 131 : Les sœurs Signario (シグナリオ姉妹, Shigunario Shimai) - chap. 132 : Dream Death World (ドリームデスワールド, Dream Death World) - chap. 133 : God Dommage (ゴッドざんねん, Goddo Zannen) - chap. 134 : L'alchimie des sentiments (感情の錬成, Kanjō no Rensei) - chap. 135 : Exaspération (うんざり, Unzari) - Manga bonus : Pin-up de fin de volume - Grey, portes-tu un slip ? |                 |                                                                           |                   |                   |
| 16 | 7 décembre 2023 | 978-4-06-533891-9                                                         | 15 mai 2024       | 978-2-8116-9050-2 |
| Liste des chapitres : - chap. 136 : God gêneur (ゴッド迷惑, Goddo Meiwaku) - chap. 137 : Le passé d'Athena (アテナの過去, Atena no Kako) - chap. 138 : Début de l'opération stratégique anti-Bielness (ビエルネス攻略作戦開始, Bierunesu Kōryaku Sakusen Kaishi) - chap. 139 : La menace de Gold Owl (黄金の梟の脅威, Gōrudo Ōru no Kyōi) - chap. 140 : Rival Bond (敵絆錬成, Raibaru Bondo Rensei) - chap. 141 : Lutte acharnée (あべこべバトル, Abekobe Batoru) - chap. 142 : À chacun son objectif (それぞれの目的, Sorezore no Mokuteki) - chap. 143 : God Battle (ゴッドバトル, Goddo Batoru) - chap. 144 : Au-delà du crime (罪の先へ, Tsumi no Saki e) - Manga bonus : Chapitre 126.5 : À Firan () |                 |                                                                           |                   |                   |
| 17 | 9 avril 2024    | 978-4-06-535160-4                                                         | 18 septembre 2024 | 978-2-8116-9349-7 |
| Liste des chapitres : - chap. 145 : Vs. Le monde (vs.世界, vs. Sekai) - chap. 146 : Pour la paix (平和への想い, Heiwa e no Omoi) - chap. 147 : Iruha (イルハ, Iruha) - chap. 148 : Les liens de la foudre (雷の絆, Ikazuchi no Kizuna) - chap. 149 : Séparation et rencontre inattendue (別れと邂逅, Wakare to Kaikō) - chap. 150 : Bielness Kinjin (金神竜ビエルネス, Kinshinryū Bierunesu) - chap. 151 : Les souvenirs en tête (思いを背負って, Omoi o Seotte) - chap. 152 : Un autre souhait à exaucer (託されたもう1つの思い, Takusareta Mō Hitotsu no Omoi) - chap. 153 : Le miracle de l'amour (愛の奇跡, Ai no Kiseki) - Manga bonus : Chapitre 148.5 : Comment fabriquer la pierre philosophale () |                 |                                                                           |                   |                   |
| 18 | 7 août 2024,    | 978-4-06-536506-9 (édition standard) 978-4-06-536674-5 (édition spéciale) | 5 mars 2025       | 978-2-8116-9492-0 |
| Au Japon, la première édition spéciale d'un volume de 100 Years Quest contient un livret incluant un chapitre spécial écrit et dessiné par Hiro Mashima, qui se déroule après la fin de Fairy Tail, huit illustrations provenant d'autres mangakas et trois cartes postales,.Liste des chapitres : - chap. 154 : The Cobra (ザ・コブラ, Za Kobura) - chap. 155 : Les tourments d'Ichiya (一夜の悩み, Ichiya no Nayami) - chap. 156 : Brian (ブライアン, Buraian) - chap. 157 : Fire & Flame (ファイア＆フレイム, Faia & Fureimu) - chap. 158 : Combat de feux (火炎演武, Kaen Enbu) - chap. 159 : Festin endiablé de l'illusion de flammes (炎幻の狂宴, Engen no Kyōen) - chap. 160 : Les chats aussi sont des mages (ネコだって魔導士, Neko datte Madōshi) - chap. 161 : Retrouvailles de feu (炎の再会, Honō no Saikai) - chap. 162 : Rencontre noire (再会…?, Saikai...?) |                 |                                                                           |                   |                   |
| 19 | 9 décembre 2024 | 978-4-06-537768-0                                                         | 4 juin 2025       | 979-1-0433-0134-6 |
| Liste des chapitres : - chap. 163 : Noirs desseins (黒き意志, Kuroki ishi) - chap. 164 : L'avenir du monde pris en triangle (世界をかけた三つ巴, Sekai o Kaketa Mitsudomoe) - chap. 165 : Cinq fées (五人の妖精, Go-nin no Yōsei) - chap. 166 : Les liens des clés (鍵の絆, Kagi no Kizuna) - chap. 167 : Une amie attend dans la mer agitée (荒ぶる海に友は待つ, Araburu Umi ni Tomo wa Matsu) - chap. 168 : Un grand pouvoir creuse un trou dans la pierre (大いなる力は石を穿つ, Ōinaru Chikara wa Ishi o Ugatsu) - chap. 169 : La liaison de l'eau (水の繋がり, Mizu no Tsunagari) - chap. 170 : Le nom exprime l'identité (名は体を表す, Na wa Tai o Arawasu) - chap. 171 : Six forces noires (六つの黒き力, Muttsu no Kuroki Chikara) |                 |                                                                           |                   |                   |
| 20 | 9 avril 2025    | 978-4-06-539041-2                                                         | 13 novembre 2025  | 979-1-0433-0443-9 |
| Liste des chapitres : - chap. 172 : 魔と魔の激闘 (Ma to Ma no Gekitō) - chap. 173 : 動乱の世界 (Dōran no Sekai) - chap. 174 : 最速の生き様 (Saisoku no Ikizama) - chap. 175 : 悪しき祈りの真髄 (Ashiki Inori no Shinzui) - chap. 176 : 砕かれる希望 (Kudakareru Kibō) - chap. 177 : 妖炎の誘い (Yōen no Izanai) - chap. 178 : 新たな力への鍵 (Aratana Chikara e no Kagi) - chap. 179 : 黄金の真価 (Ōgon no Shinka) - chap. 180 : 優しい月へ (Yasashii Tsuki e) |                 |                                                                           |                   |                   |

#### Volumes 21 - en cours
| no | Japonais       | Japonais          | Français       | Français |
| no | Date de sortie | ISBN              | Date de sortie | ISBN     |
| --- | -------------- | ----------------- | -------------- | -------- |
| 21 | 7 août 2025    | 978-4-06-540351-8 | NC             |          |
| Liste des chapitres : - chap. 181 : 氷の可能性 (Kōri no Kanōsei) - chap. 182 : 黒き氷 (Kuroki Kōri) - chap. 183 : 妖精vs.炎 (Yōsei vs. Honō) - chap. 184 : 黒と炎の猛攻 (Kuro to Honō no Mōkō) - chap. 185 : 六魔の縁 (Rokuma no En) - chap. 186 : 自由の意味 (Jiyū no Imi) - chap. 187 : 窮地に差す光 (Kyūchi no Sasu Hikari) - chap. 188 : 人魚の戯れ (Ningyo no Tawamure) - chap. 189 : 竜の宴 (Ryū no Utage) |                |                   |                |          |
| 22 | NC             |                   | NC             |          |
| PrépublicationListe des chapitres : - chap. 190 : 大切なものの為に (Taisetsu na Mono no Tame ni) - chap. 191 : 本物の竜 (Honmono no Doragon) |                |                   |                |          |

## Anime
Le 11 septembre 2021, lors d'une séance d'autographes en ligne d'Hiro Mashima, ce dernier annonce une adaptation en anime de 100 Years Quest,. Produite par J. C. Staff, Shinji Ishihira (ja) supervise la réalisation, tandis que Atsuhiro Tomioka (ja) s'occupe du scénario, les chara-designs sont quant à eux confiés à Yurika Sako, enfin Yasuharu Takanashi compose la bande originale. Ishihira et Takanashi étaient déjà impliqués dans l'œuvre originale, Fairy Tail, tandis que J. C. Staff avait déjà adapté un autre manga de Mashima : Edens Zero.
Les treize premiers épisodes, ainsi que l'épisode spécial, ont pour thème du générique de début Story, par le groupe Da-iCE (ja), tandis que le générique de fin est Tomo yo, Koko de Sayonara da (友よ ここでサヨナラだ, litt. « Mon ami, nous faisons nos adieux ici ») par le groupe d'idols Boku ga Mitakatta Aozora (ja). Par la suite, le générique du début est assuré par The Rampage from Exile Tribe (ja) avec Endless Happy-Ending. Il s'agit de la seconde participation du groupe après Down by Law, le 24e générique de Fairy Tail. Le générique de fin est, quant à lui, chanté par Emi Noda (ja) avec Ties.
L'anime est diffusé au Japon entre le 7 juillet 2024 et le 5 janvier 2025 et simultanément sur Crunchyroll à l'international, à l'exception des pays francophones où les droits sont obtenus par Animation Digital Network,,.

### Découpage des épisodes
Voici l’organisation chronologique des épisodes et arcs :
1. Arc Le Dragon Divin de l'Eau (épisodes 1 à 7)
2. Arc Le Dragon Divin du Bois (épisodes 8 à 18)
3. Arc Le Dragon Divin de la Lune (épisodes 19 à 25)

### Liste des épisodes
| No | Titre français                                  | Titre japonais                 | Titre japonais                           | Date de 1re diffusion |
| No | Titre français                                  | Kanji                          | Rōmaji                                   | Date de 1re diffusion |
| --- | ----------------------------------------------- | ------------------------------ | ---------------------------------------- | --------------------- |
| 1 | La première guilde et la plus forte des guildes | “最初”のギルドと“最強”のギルド | "Saisho" no Girudo to "Saikyō" no Girudo | 7 juillet 2024        |
| [Chapitres 1-2-3] - La quête de 100 ans démarre avec l'arrivée du groupe de Natsu au QG de la plus ancienne guilde sur le continent de Guiltina. Ils font la rencontre d'Elefseria, le maître de la guilde, qui leur explique que l'objectif de la quête est d'arrêter les cinq dragons divins. |                                                 |                                |                                          |                       |
| 2 | Mer de dragons                                  | 竜の海                         | Ryū no Umi                               | 14 juillet 2024       |
| [Chapitres 4-5-6-7] - Une fois arrivé à la ville d'Ermina, Natsu et ses compagnons ont la surprise de découvrir que la cité est engloutie par les eaux à la marée haute. Ils commencent à mener l'enquête afin d'en apprendre plus sur le dragon divin Suijin. |                                                 |                                |                                          |                       |
| 3 | Lame, armure, cendre                            | 刃、鎧、灰                     | Yaiba, Yoroi, Hai                        | 21 juillet 2024       |
| [Chapitres 8-9-10-11] - |                                                 |                                |                                          |                       |
| 4 | Teinté de blanc                                 | 白く染まる                     | Shiroku Somaru                           | 28 juillet 2024       |
| [Chapitres 12-13-14-15] - |                                                 |                                |                                          |                       |
| 5 | Une décision très difficile                     | 苦渋の決断                     | Kujū no Ketsudan                         | 4 août 2024           |
| [Chapitres 16-17-18] - |                                                 |                                |                                          |                       |
| 6 | La généalogie des flammes                       | 炎の系譜                       | Honō no Keifu                            | 11 août 2024          |
| Lucy 100 soucis (おなやみルーシィ, Onayami Rūshii) -[Chapitres 19-20-21-22] - |                                                 |                                |                                          |                       |
| 7 | Finalement, tout va bien                        | 結果オーライ                   | Kekka Ōrai                               | 18 août 2024          |
| [Chapitres 23-24-25] - Après avoir réussi à neutraliser le dragon divin Suijin, Natsu et ses camarades décident de se rendre à Drashir, le plus grand continent de Guiltina, mais doivent passer par Tekka pour pouvoir atteindre leur destination. Une fois arrivée en ville, ils apprennent que leur train ne partira que dans 3 heures et ont donc du temps libre pour visiter le coin. Ils font la rencontre d'Erkis, l'alter ego d'Erza qui est comédienne de théâtre, et découvrent alors une guilde alternative à la leur : Fairy Nail. |                                                 |                                |                                          |                       |
| 8 | Aldron Mokushin                                 | 木神竜アルドロン               | Ki Shin Ryū Arudoron                     | 25 août 2024          |
| [Chapitres 25-26-27-28] - L'équipe de Natsu découvre qu'à Fairy Nail, la guilde alternative à la leur, les membres sont des célébrités et dont la plupart forme un couple : Nakku, star de cinéma, sort avec sa manager Lusha. Gren, un strip-teaseur, est avec Jubina qui est danseuse en maillot de bain. Wendil exprime diverses émotions en quelques secondes. Gajel et Rizy forment un couple d'humoristes. Minajane et Risaala sont mannequins, Elbiman est leur maquilleuse particulière, Luxris et les Rois de la Foudre forment un groupe de rock, Kara est un mannequin de pied et Rokki un acteur X. Agacée par l'attitude de l'alter ego de Natsu vis-à-vis de la sienne, Lucy prend la décision d'aller le corriger, mais surprend le couple en train de s'embrasser en secret. Les cinq mages se rendent à Drashir en train, mais s'aperçoivent qu'Erkis les accompagne, car Erza la remplace pour la pièce de théâtre. Ils font une escale à Rainhill et en profitent pour visiter le coin, car leur train ne part que dans deux heures. Grey retrouve l'alter ego de Jubia, passe du temps avec elle et discutent ensemble. Le mage de glace se confie à elle sur ses sentiments pour la mage d'eau, se jure de la protéger et la retrouver pour lui avouer ce qu'il ressent. Dans le train, Lucy est en colère contre Natsu, car Wendy explique à Erza que le mage de feu a éloigné des garçons qui draguaient la constellationniste, mais ses vêtements et sous-vêtements sont partis en lambeaux. Jubia fait son apparition, mais ment à ses amis en disant que tout va bien à la guilde. Après avoir déjeuné, ils visitent Drashir, puis la mage d'eau les met en garde contre le mage blanc avant de perdre connaissance. Natsu et ses camarades se rendent alors compte que la ville n'est qu'une des pattes d'Aldron Mokushin, le dragon divin du bois. |                                                 |                                |                                          |                       |
| 9 | White Out                                       | 白滅                           | Howaitoauto                              | 1er septembre 2024    |
| [Chapitres 28-29-30-31] - |                                                 |                                |                                          |                       |
| 10 | De nouveaux tueurs                              | 新たなる刺客たち               | Arata naru Shikaku-tachi                 | 8 septembre 2024      |
| Susceptible Erza (もやもやエルザ, Moyamoya Eruza) -Gajil sur les rotules (ぼろぼろガジル, Boroboro Gajiru) -[Chapitres 32-33-34-35] - |                                                 |                                |                                          |                       |
| 11 | Reis, Dragon fantôme                            | 霊竜のレイス                   | Reiryū no Reisu                          | 15 septembre 2024     |
| [Chapitres 35-36-37-38] - |                                                 |                                |                                          |                       |
| 12 | Le va-tout de la riposte                        | 反撃の切り札                   | Hangeki no Kirifuda                      | 22 septembre 2024     |
| [Chapitres 39-40-41-42] - |                                                 |                                |                                          |                       |
| 13 | Combat rouge vif                                | 紅の激闘                       | Kurenai no Gekitō                        | 29 septembre 2024     |
| [Chapitres 43-44-45-46] - |                                                 |                                |                                          |                       |
| SP | —                                               | 閑話・Lucy's diary             | Kanwa Rūshiizu Daiarī                    | 6 octobre 2024        |
| Épisode récapitulatif dans lequel Lucy revient sur ses aventures passées. |                                                 |                                |                                          |                       |
| 14 | Dragon collant cruel                            | 暴虐の粘竜                     | Bōgyaku no Nenryū                        | 13 octobre 2024       |
| [Chapitres 46-47-48-49-50] - |                                                 |                                |                                          |                       |
| 15 | Le continent qui gronde                         | 轟く大地                       | Todoroku Daichi                          | 20 octobre 2024       |
| Wendy tremblante (ぷるぷるウェンディ, Purupuru Wendi) -[Chapitres 50-51-52-53] - |                                                 |                                |                                          |                       |
| 16 | Godseed                                         | ゴッドシード                   | Goddo Shīdo                              | 27 octobre 2024       |
| Touka sur les rotules (へとへとトウカ, Hetoheto Tōka) -[Chapitres 53-54-55-56-57] - |                                                 |                                |                                          |                       |
| 17 | La force de vivre                               | 生きる力                       | Ikiru Chikara                            | 3 novembre 2024       |
| La balade de Brandish (うろうろブランディッシュ, Urouro Burandisshu) -[Chapitres 57-58-59-60] - |                                                 |                                |                                          |                       |
| 18 | Volonté brûlante                                | 燃ゆる意志                     | Moyuru Ishi                              | 10 novembre 2024      |
| [Chapitres 60-61-62-63] - |                                                 |                                |                                          |                       |
| 19 | Aqua Aela                                       | 水の翼                         | Akua Ēra                                 | 17 novembre 2024      |
| [Chapitres 64-65-66] - |                                                 |                                |                                          |                       |
| 20 | Le Dragon divin Serenne Gesshin                 | 月神竜セレーネ                 | Gesshinryū Serēne                        | 24 novembre 2024      |
| [Chapitres 67-68-69] - |                                                 |                                |                                          |                       |
| 21 | Les Belles Déesses sous la lune                 | 月下美神                       | Gekka Bijin                              | 1er décembre 2024     |
| [Chapitres 70-71-72-73-74-75] - |                                                 |                                |                                          |                       |
| 22 | Hyakki Yakô                                     | 百鬼夜行                       | Hyakki Yakō                              | 8 décembre 2024       |
| [Chapitres 75-76-77-78-79] - |                                                 |                                |                                          |                       |
| 23 | Sabre sacré                                     | 剣聖                           | Kensei                                   | 15 décembre 2024      |
| Jubia, pot de colle (べたべたジュビア, Betabeta Jubia) -[Chapitres 80-81-82-83] - |                                                 |                                |                                          |                       |
| 24 | Un monde hideux                                 | 醜き世界                       | Minikuki Sekai                           | 22 décembre 2024      |
| [Chapitres 84-85-86-87-88] - |                                                 |                                |                                          |                       |
| 25 | De retour                                       | 帰還                           | Kikan                                    | 5 janvier 2025        |
| [Chapitres 88-89-90-91] - |                                                 |                                |                                          |                       |

### Doublage
| Personnages      | Personnages      | Voix japonaises  | Voix françaises       |
| ---------------- | ---------------- | ---------------- | --------------------- |
| Natsu Dragnir    | Natsu Dragnir    | Tetsuya Kakihara | Arnaud Laurent        |
| Happy            | Happy            | Rie Kugimiya     | Fanny Bloc            |
| Lucy Heartfilia  | Lucy Heartfilia  | Aya Hirano       | Marie Nonnenmacher    |
| Grey Fullbuster  | Grey Fullbuster  | Yuichi Nakamura  | Emmanuel Rausenberger |
| Erza Scarlett    | Erza Scarlett    | Sayaka Ohara     | Chantal Baroin        |
| Wendy Marvell    | Wendy Marvell    | Satomi Satō      | Valérie Bachère       |
| Carla            | Carla            | Yui Horie        | Frédérique Marlot     |
| Touka            | Touka            | Sayumi Suzushiro | Lila Lacombe          |
| Panther Lily     | Panther Lily     | Hiroki Tōchi     | Antoine Tomé          |
| Jellal Fernandez | Jellal Fernandez | Daisuke Namikawa | Adrien Larmande       |
| Juvia Lockser    | Juvia Lockser    | Mai Nakahara     | Isabelle Volpe        |
| Gajeel Redfox    | Gajeel Redfox    | Wataru Hatano    | Jérémy Zylberberg     |

### Œuvres

#### Édition japonaise
1. 1 2  (ja) « 『 FAIRY TAIL 100 YEARS QUEST (1) 』 », sur Kōdansha.
2. 1 2  (ja) « 『 FAIRY TAIL 100 YEARS QUEST (2) 』 », sur Kōdansha.
3. 1 2  (ja) « 『 FAIRY TAIL 100 YEARS QUEST (3) 』 », sur Kōdansha.
4. 1 2  (ja) « 『 FAIRY TAIL 100 YEARS QUEST (4) 』 », sur Kōdansha.
5. 1 2  (ja) « 『 FAIRY TAIL 100 YEARS QUEST (5) 』 », sur Kōdansha.
6. 1 2  (ja) « 『 FAIRY TAIL 100 YEARS QUEST (6) 』 », sur Kōdansha.
7. 1 2  (ja) « 『 FAIRY TAIL 100 YEARS QUEST (7) 』 », sur Kōdansha.
8. 1 2  (ja) « 『 FAIRY TAIL 100 YEARS QUEST (8) 』 », sur Kōdansha.
9. 1 2  (ja) « 『 FAIRY TAIL 100 YEARS QUEST (9) 』 », sur Kōdansha.
10. 1 2  (ja) « 『 FAIRY TAIL 100 YEARS QUEST (10) 』 », sur Kōdansha.
11. 1 2  (ja) « 『 FAIRY TAIL 100 YEARS QUEST (11) 』 », sur Kōdansha.
12. 1 2  (ja) « 『 FAIRY TAIL 100 YEARS QUEST (12) 』 », sur Kōdansha.
13. 1 2  (ja) « 『 FAIRY TAIL 100 YEARS QUEST (13) 』 », sur Kōdansha.
14. 1 2  (ja) « 『 FAIRY TAIL 100 YEARS QUEST (14) 』 », sur Kōdansha.
15. 1 2  (ja) « 『 FAIRY TAIL 100 YEARS QUEST (15) 』 », sur Kōdansha.
16. 1 2  (ja) « 『 FAIRY TAIL 100 YEARS QUEST (16) 』 », sur Kōdansha.
17. 1 2  (ja) « 『 FAIRY TAIL 100 YEARS QUEST (17) 』 », sur Kōdansha.
18. 1 2  (ja) « 『 FAIRY TAIL 100 YEARS QUEST (18) 』 », sur Kōdansha.
19. 1 2 3  (ja) « 『 FAIRY TAIL 100 YEARS QUEST (18) 』特装版 », sur Kōdansha.
20. 1 2  (ja) « 『 FAIRY TAIL 100 YEARS QUEST (19) 』 », sur Kōdansha.
21. 1 2  (ja) « 『 FAIRY TAIL 100 YEARS QUEST (20) 』 », sur Kōdansha.
22. 1 2  (ja) « 『 FAIRY TAIL 100 YEARS QUEST (21) 』 », sur Kōdansha.

#### Édition française
1. 1 2  « Fairy Tail: 100 Years Quest - Tome 1 », sur Pika Édition.
2. 1 2  « Fairy Tail: 100 Years Quest - Tome 2 », sur Pika Édition.
3. 1 2  « Fairy Tail: 100 Years Quest - Tome 3 », sur Pika Édition.
4. 1 2  « Fairy Tail: 100 Years Quest - Tome 4 », sur Pika Édition.
5. 1 2  « Fairy Tail: 100 Years Quest - Tome 5 », sur Pika Édition.
6. 1 2  « Fairy Tail: 100 Years Quest - Tome 6 », sur Pika Édition.
7. 1 2  « Fairy Tail: 100 Years Quest - Tome 7 », sur Pika Édition.
8. 1 2  « Fairy Tail: 100 Years Quest - Tome 8 », sur Pika Édition.
9. 1 2  « Fairy Tail: 100 Years Quest - Tome 9 », sur Pika Édition.
10. 1 2  « Fairy Tail: 100 Years Quest - Tome 10 », sur Pika Édition.
11. 1 2  « Fairy Tail: 100 Years Quest - Tome 11 », sur Pika Édition.
12. 1 2  « Fairy Tail: 100 Years Quest - Tome 12 », sur Pika Édition.
13. 1 2  « Fairy Tail: 100 Years Quest - Tome 13 », sur Pika Édition.
14. 1 2  « Fairy Tail: 100 Years Quest - Tome 14 », sur Pika Édition.
15. 1 2  « Fairy Tail: 100 Years Quest - Tome 15 », sur Pika Édition.
16. 1 2  « Fairy Tail: 100 Years Quest - Tome 16 », sur Pika Édition.
17. 1 2  « Fairy Tail: 100 Years Quest - Tome 17 », sur Pika Édition.
18. 1 2  « Fairy Tail: 100 Years Quest - Tome 18 », sur Pika Édition.
19. 1 2  « Fairy Tail: 100 Years Quest - Tome 19 », sur Pika Édition.
20. 1 2  « Fairy Tail: 100 Years Quest - Tome 20 », sur Pika Édition.